# Fissicrambus adonis
Fissicrambus adonis là một loài bướm đêm trong họ Crambidae.